# Johannes Dörflinger (Historiker)
Johannes Dörflinger (* 12. Oktober 1941 in Baden bei Wien) ist ein österreichischer Historiker und Universitätsprofessor im Ruhestand der Universität Wien.
Dörflinger studierte an der Universität Wien Geschichte und Geographie. Sein wichtigster Lehrer und Mentor wurde Günther Hamann (1924–1994). 1969 promovierte er mit der Dissertation Die Nordwestpassage-Theorien von 1731–1823. Er wurde Universitätsassistent am Historischen Institut der Universität Wien. Dort erfolgte 1979 auch seine Habilitation mit Die österreichische Kartographie vom Spanischen Erbfolgekrieg bis nach dem Wiener Kongreß. Unter besonderer Berücksichtigung der Privatkartographie zwischen 1780 und 1820. Dörflinger lehrte als Professor für Geschichte der Neuzeit am Institut für Geschichte der Universität Wien. Er spezialisierte sich auf die Geschichte der geographischen Entdeckungen und Kartographiegeschichte.
Dörflinger ist Vizepräsident der Internationalen Coronelli-Gesellschaft für Globen- und Instrumentenkunde, Vorstandsmitglied der Österreichischen Gesellschaft für Wissenschaftsgeschichte und Mitglied der Kommission für Geschichte der Naturwissenschaften, Mathematik und Medizin der Österreichischen Akademie der Wissenschaften.

## Schriften (Auswahl)
- Mit Ingrid Kretschmer und Franz Wawrik: Österreichische Kartographie. Von den Anfängen im 15. Jahrhundert bis zum 21. Jahrhundert. Institut für Geographie und Regionalforschung der Universität Wien, Wien 2004, ISBN 3-85063-074-9.
- Mit Helga Hühnel: Atlantes Austriaci. Österreichische Atlanten 1561–1918. Böhlau, Wien 1995, Band 1: Österreichische Atlanten 1561–1918. ISBN 3-205-98369-6, Band 2: Österreichische Atlanten 1919–1994. ISBN 3-205-98395-5.
- Mit Ingrid Kretschmer und Franz Wawrik: Lexikon zur Geschichte der Kartographie. Von den Anfängen bis zum Ersten Weltkrieg. 2 Bände, Deuticke, Wien 1986, ISBN 3-7005-4562-2.
- Mit Robert Wagner und Franz Wawrik: Descriptio Austriae. Österreich und seine Nachbarn im Kartenbild von der Spätantike bis ins 19. Jahrhundert. Edition Tusch, Wien 1977, ISBN 3-85063-074-9.